# Дарлингтон, Уильям
Уи́льям Да́рлингтон (англ. William Darlington; 1782—1863) — американский врач, ботаник, антиквар, член Палаты представителей от Пенсильвании.

## Биография
Родился в Бирмингеме на территории округа Честер в Пенсильвании 28 апреля 1782 года. Учился в школе квакеров в Бирмингеме, затем поступил в Пенсильванский университет. В 1804 году окончил медицинское отделение университета, став доктором медицины.
В 1806 году Дарлингтон работал флотским врачом в Ост-Индии, с 1807 года несколько лет занимался врачеванием в Уэст-Честере. С началом Англо-американской войны 1812 года возглавлял добровольческий полк, однако в боевых действиях не участвовал.
С 4 марта 1815 по 3 марта 1817 Дарлингтон был членом Палаты представителей 14-го Конгресса от Демократическо-республиканской партии. С 4 марта 1819 по 3 марта 1823 он вновь был членом 16-й и 17-й Конгрессов.
В 1826 году Дарлингтон выпустил первое издание книги Flora cestrica — «Честерская флора». В 1837 и 1853 эта книга была переиздана, будучи расширенной в несколько раз. Также в 1826 году он основал в Уэст-Честере естественнонаучное общество. В 1828 году Уильям Дарлингтон был избран первым президентом Медицинского общества округа Честер.
С 1830 года Уильям возглавлял Банк округа Честер.
Скончался 23 апреля 1863 года. В 1913 году Историческое общество округа Честер установило на здании бывшего Банка округа Честер мемориальную доску в память о Дарлингтоне.

## Некоторые научные работы
- Darlington, W. Flora cestrica. — West-Chester, Penn., 1826. — 152 p.
- Darlington, W. Reliquiae baldwinianae. — Philadelphia, 1843. — 346 p.
- Darlington, W. Memorials of John Bartram and Humphry Marshall. — Philadelphia, 1849. — 585 p.

## Роды, названные в честь У. Дарлингтона
- Darlingtonia DC., 1825, nom. rej. [= Desmanthus Willd., 1806, nom. cons.]
- Darlingtonia Torr., 1851, nom. illeg. [= Styrax L., 1753]
- Darlingtonia Torr., 1853, nom. cons.